# معاهدة كاتو - كامبريسيس

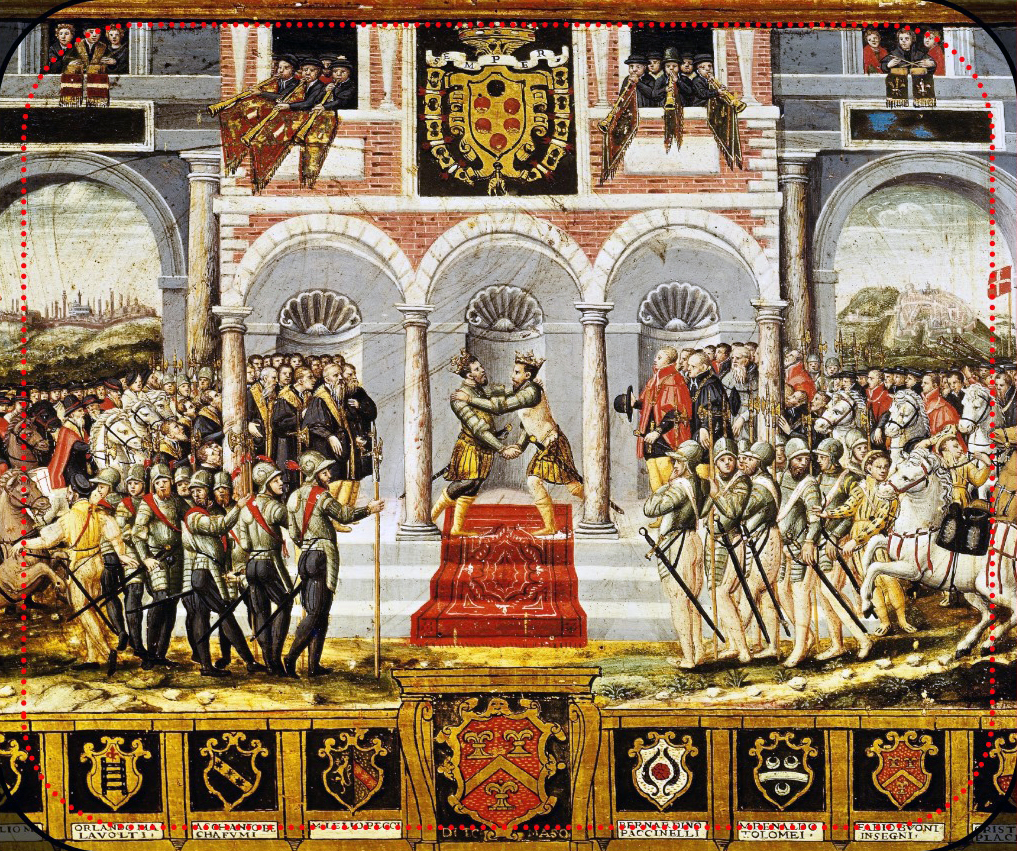

معاهدة كاتو- كامبريسيس 2 و 3 أبريل عام 1559م، وهي أول تسوية دولية عامة شهدتها أوروبا في العصور الحديثة.
تم التوقيع على سلام كاتو-كامبرازي بين هنري الثاني ملك فرنسا، وفيليب الثاني ملك أسبانيا في 3 أبريل 1559، في لو كاتو-كامبرازي،نحو عشرين كيلومترا جنوب شرق كامبريه. ووفقا لأحكام المعاهدة، استعادة فرنسا بييمونتي ومنطقة سافوا، وكورسيكا لجمهورية جنوة.

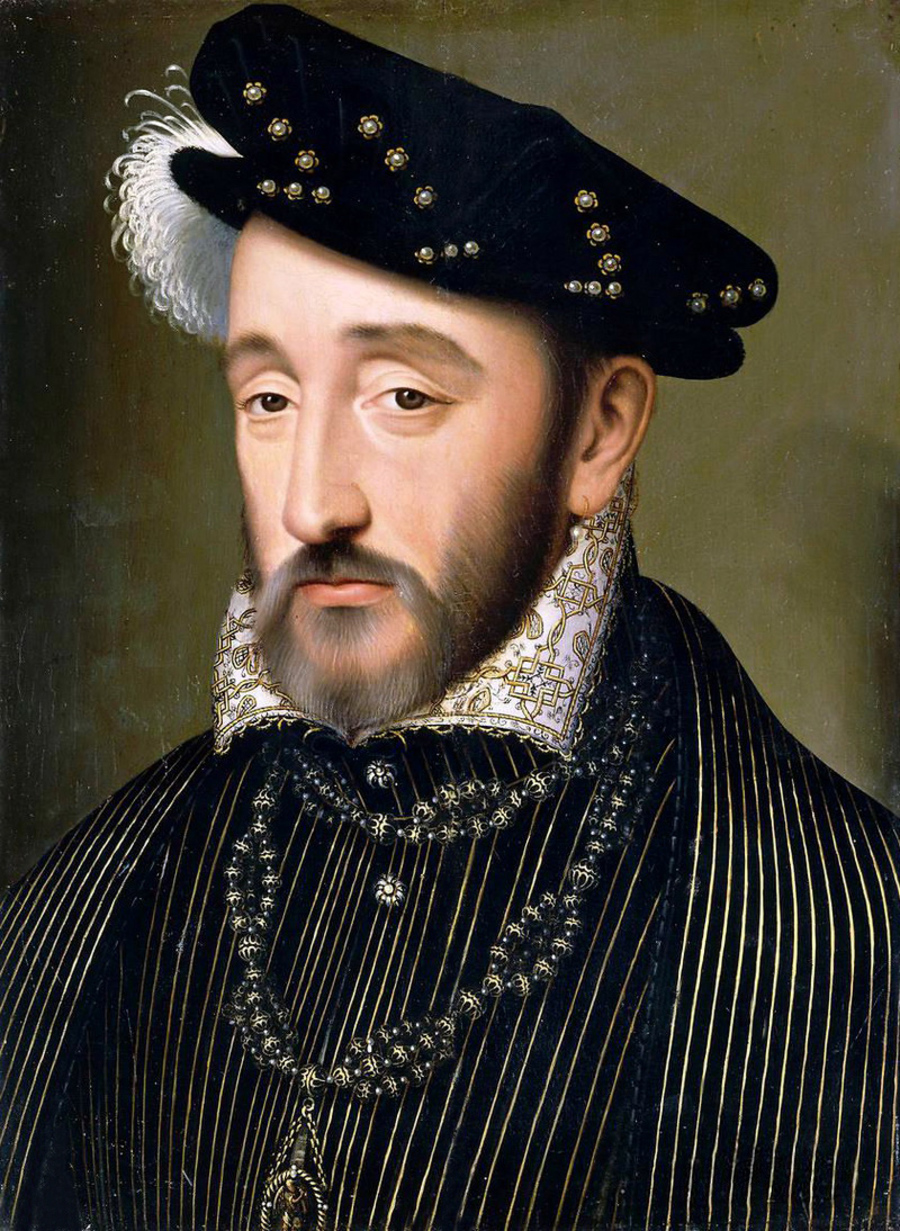
هنري الثاني ملك فرنسا
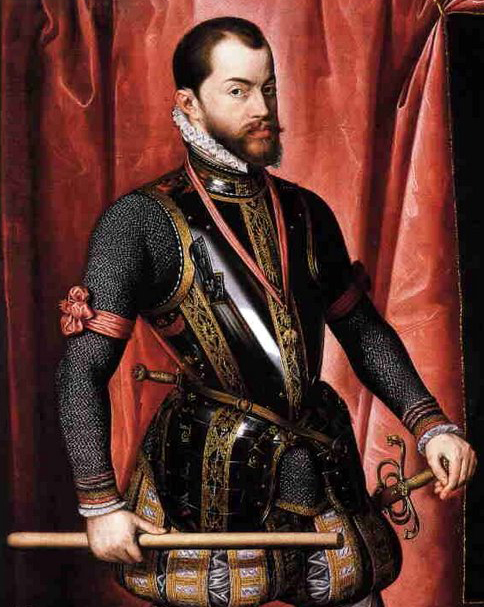
فيليب الثاني ملك أسبانيا